# Работническо дело
Вестник „Работническо дело“ е български вестник, орган на ЦК на БКП. Излиза в София от 1927 до 1990 г.
Първоначално излиза като седмичник. Забранен след Деветнайсетомайския преврат, от 1935 до 9 септември 1944 излиза нелегално. През 1938 г., при сливането на БРП и БКП, наследява „Работнически вестник“.
Усилено критикува правителствата на буржоазните партии, пропагандира идеите на БКП, обявява се за приятелски отношения със СССР и против въвличането на България във Втората световна война на страната на Германия. На страниците на „Работническо дело“ е публикувано възванието на Георги Димитров за създаване на Отечествен фронт (ОФ) и платформата на самия ОФ.

## Официоз
След преврата от 9 септември 1944 и последвалото установяване на еднопартийно тоталитарно управление на комунистическата партия, вестникът става основна трибуна за политическата пропаганда на режима.
Вестникът се преименува на вестник „Дума“ през 1990 г. когато в България започват обществено-икономически промени, вследствие от падането на комунистическите режими в Източна Европа.

## Ръководители
Главни редактори :
- Крум Кюлявков (17.09 – 18.10.1944)
- Димитър Ганев (1944 – 1945)
- Владимир Поптомов (1945 – 1949)
- Атанас Стойков (1950 – 1953)
- Димитър Делийски (1953 – 1954)
- Енчо Стайков (1954 – 1956)
- Георги Боков (1958 – 1976)
- Петър Дюлгеров (1976 – 1977)
- Йордан Йотов (1977 – 1987)
- Радослав Радев (1987 – 1990)